# Rafael Benítez
Rafael „Rafa” Benítez Maudes (n. 16 aprilie 1960, Madrid, Spania) este un fotbalist spaniol retras din activitate, care a jucat pe post de mijlocaș la echipe ca Real Castilla, AD Parla⁠(d) și Linares CF⁠(d). După încheierea carierei, a devenit antrenor, și a antrenat, printre altele, Real Madrid Juvenil⁠(d), Liverpool și Real Castilla.
Benítez a mai antrenat formațiile Inter Milano, FC Liverpool, Valencia CF, CD Tenerife, CF Extremadura, CA Osasuna, Real Valladolid și Real Madrid B. Succesul pe care Benítez l-a repurtat cu Valencia CF este fără precedent în istoria clubului, fiind obținut după doar trei sezoane la conducerea echipei. În 2002 a condus clubul în obținerea primului lor titlu din La Liga (campionatul național spaniol) din 1971, iar în 2004 la realizarea "dublei"  La Liga / Cupa UEFA. În 2005, în calitate de antrenor al echipei Liverpool F.C., a condus echipă la dubla victorie din Liga Campionilor UEFA și Supercupa Europei, iar în 2006 la victoria din Cupa FA, cea mai veche competiție de fotbal din lume. La Internazionale Milano, deși a stat doar șase luni, a câștigat Supercupa Italiei și Campionatul Mondial al Cluburilor.
Benítez face parte dintr-un grup foarte restrâns, de doar trei manageri, după Bob Paisley  și José Mourinho, care au cucerit cu echipele lor atât Cupa UEFA cât și Liga Campionilor UEFA în ediții succesive și este singurul care a obținut această performanță cu cluburi diferite. De asemenea, Rafael Benítez este al doilea manager al clubului din Liverpool, după Joe Fagan, care a câștigat Liga Campionilor UEFA în primul an la comanda clubului.  De-a lungul întregii sale cariere, managerul spaniol a cucerit numeroase trofee individuale, așa cum ar fi,  Manager Of the Year,  Don Balón și El País, pe când era la Valencia CF.  Ulterior, a fost recompensat cu titlul de Antrenor al Madridului al Anului 2005 de către Seven Stars Sport.

## Realizări profesionale

### Manager

#### Liverpool FC
- Liga Campionilor:1
  - 2004-2005
- Supercupa Europei:1
  - 2005
- FA Cup:1
  - 2005-2006
- FA Community Shield :1
  - 2006

#### Valencia CF
- La Liga: 2
  - 2001-2002, 2003-2004
- Cupa UEFA:1
  - 2003-2004

#### CD Tenerife
- Segunda División
  - locul 3: 2000-2001

#### CF Extremadura
- Segunda División
  - locul 2: 1997-1998

### Jucător

#### AD Parla
- Tercera División
  - A promovat: 1981-1982

#### Perioada universitară
- Universiade
  - 5 jocuri: 1979